# Biala Cherkva
Biala Cherkva (en búlgaro: Бяла Черква) es una ciudad de Bulgaria en la provincia de Veliko Tarnovo.

## Geografía
Se encuentra a una altitud de 112 m s. n. m. a 213 km de la capital nacional, Sofía.

## Demografía
Según estimación 2012 contaba con una población de 2 479 habitantes.
|         | 2004  | 2005  | 2006  | 2007  | 2008  | 2009  | 2010  |
| Mujeres | 1 440 | 1 421 | 1 409 | 1 386 | 1 362 | 1 367 | 1 339 |
| Varones | 1 341 | 1 314 | 1 299 | 1 295 | 1 269 | 1 245 | 1 208 |
| Total   | 2 781 | 2 735 | 2 708 | 2 681 | 2 631 | 2 612 | 2 457 |